# Villa Doria (Marina di Massa)

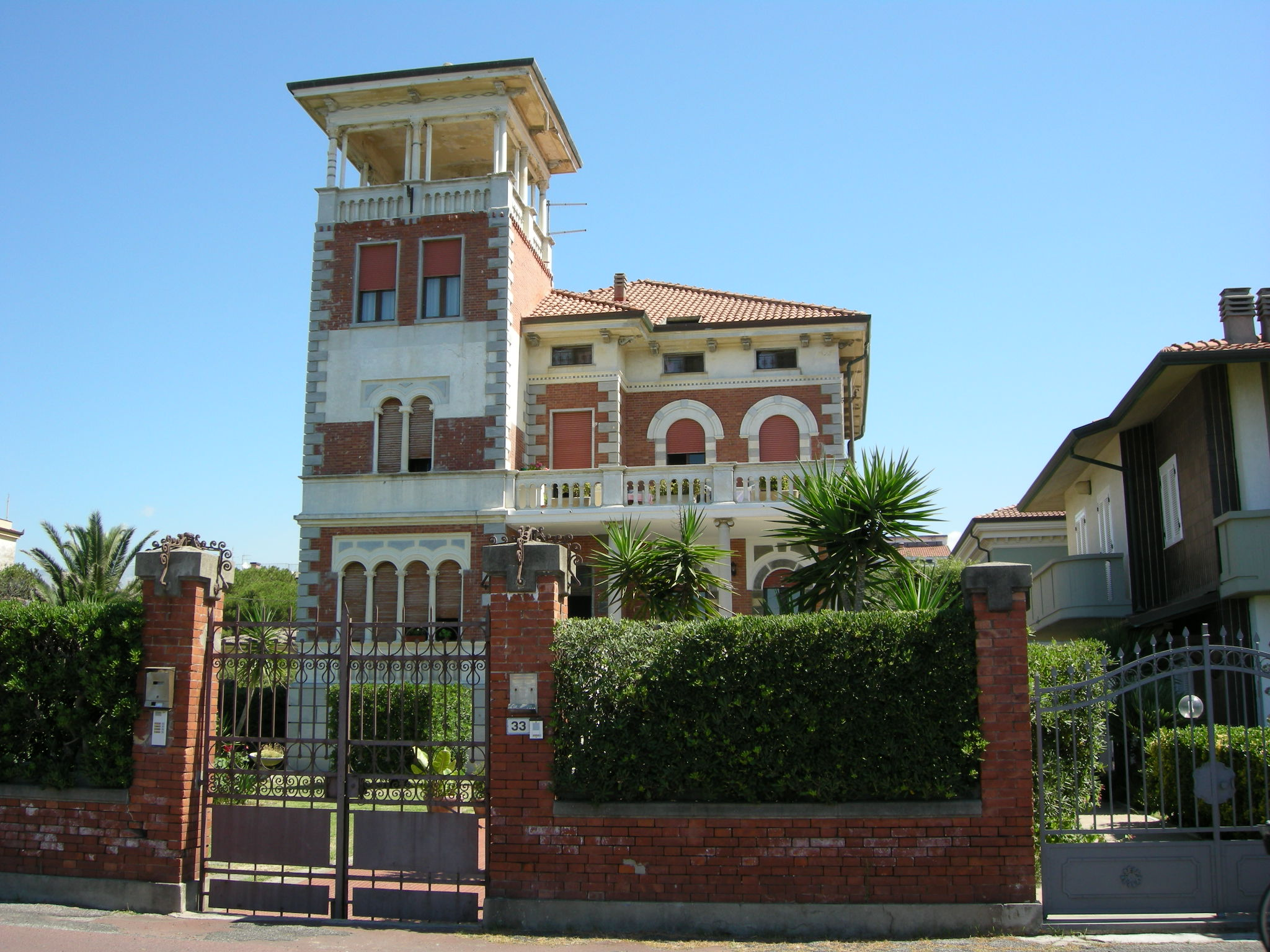
Villa Doria

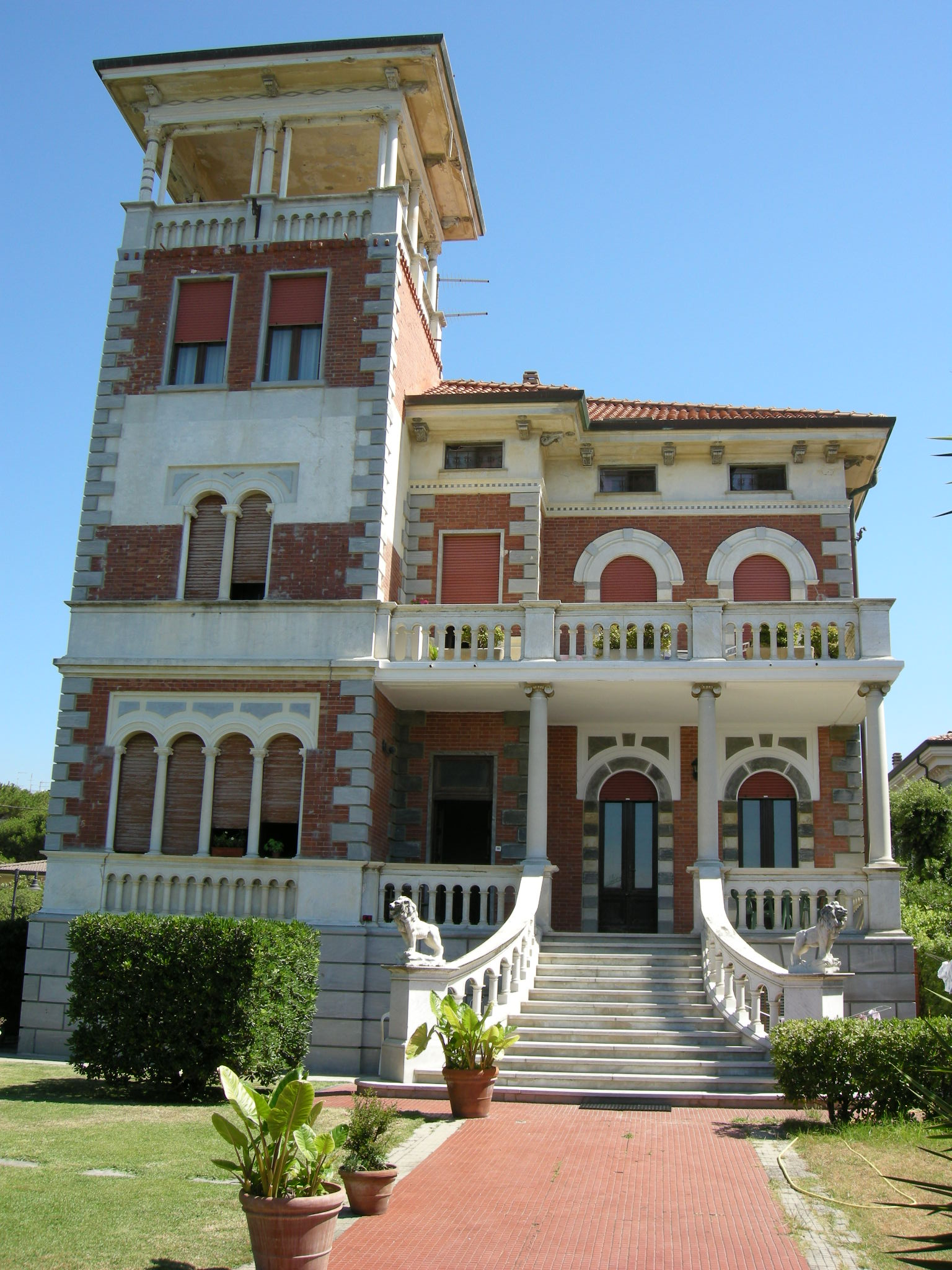
Villa Doria

Villa Doria si trova sul viale Vespucci 33 a Marina di Massa.
Non si hanno notizie né sulla storia né sulle vicende costruttive della villa Doria, che tuttavia costituisce uno degli esempi di villa con torretta, tipica espressione del gusto borghese del primo Novecento, caratterizzante, insieme all'hotel Italia e a villa Franca, il lungomare di Marina di Massa.

## Descrizione
Situata in angolo tra il viale Vespucci e la trasversale via Ala e circondata da un giardino cintato da un muro in laterizio a vista con cancellate in ferro battuto, la villa, a pianta pressoché quadrata, affida infatti la sua caratterizzazione all'avancorpo angolare della torretta, elemento riconoscibile anche di lontano, e al trattamento della muratura esterna, giocato sull'accostamento delle cortine di mattoni a vista con le specchiature ad intonaco bianco, con le bugne lisce in marmo grigio della fascia basamentale e dei ricorsi sui cantonali e con le incorniciature in marmo bianco delle aperture ad arco.
Si eleva su due piani fuori terra oltre al seminterrato, mentre la torretta si innalza di altri due livelli, di cui l'ultimo a loggia con colonnine, oltre la copertura a padiglione con manto in laterizio.
Il prospetto principale presenta al primo piano, a lato della torretta, un ampio terrazzo sostenuto da tre colonne ioniche su plinti che costituisce il profondo loggiato di ingresso del pian terreno. A questo si accede tramite una scenografica scalinata marmorea con balaustrata a colonnine decorata da due leoni in marmo sui plinti iniziali.
Sul fronte, articolato in un secondo breve avancorpo dopo la torretta stessa, si aprono le tre portefinestre di ingresso all'abitazione, di cui le ultime due ad arco ed incorniciate con bozze di marmo bianche e grigie. La scansione delle tre aperture si ripete sul terrazzo del primo piano ed infine, con finestrine rettangolari arricchite da una leggera grata in ferro battuto, nel piano sottotetto.
Le pareti laterali sono impaginate secondo un ritmo di quattro aperture, di cui le due centrali accostate a mo' di grossa bifora, allo stesso modo incorniciate in marmo bianco e grigio.
L'alta fascia marcapiano assolve alla funzione di davanzale delle aperture del primo piano, mentre il piano sottotetto, su cui aggetta la gronda in muratura, è sottolineato da una più stretta fascia decorativa in marmo bianco e grigio.
Sul retro, con ingresso indipendente da via Ala, la villa presenta una seconda scalinata d'accesso, a due rampe rettilinee con il solito motivo decorativo dei leoni sui plinti della balaustrata, coperta all'arrivo da un terrazzino di nuovo sostenuto da colonne ioniche.
La torretta, i cui diversi livelli sono caratterizzati in maniera differente l'uno dall'altro per la forma delle aperture - a quadrifora con colonnine ioniche al piano terreno, a bifora al primo piano, di semplice forma rettangolare al secondo piano - è coronata da una loggia su colonnine, circondata dalla balaustrata marmorea e coperta a tetto.
Sotto la gronda ricorre una fascia decorativa in marmo grigio.